# Гершон, Рами
Рами́ Гершо́н (ивр. רמי גרשון‎; родился 12 августа 1988, Ришон-ле-Цион, Израиль) — израильский футболист, защитник клуба «Маккаби» (Хайфа) и сборной Израиля.

## Клубная карьера
9 января 2013 года было объявлено, что Гершон арендован шотландским клубом «Селтик» до конца сезона 2012/13. 9 февраля 2013 года, ровно через месяц после объявления, Рами дебютировал за «кельтов» в матче против «Инвернесса», отличившись голом в матче, выигранном со счетом 3:1.

## Достижения
- Чемпион Шотландии: 2012/13